# Multiverso cíclico
Multiverso de Nivel II, según la clasificación de Max Tegmark, basado en la Teoría del Universo oscilante de Richard Tolman. Representa un multiverso en el tiempo, esto es, ciclos de nacimiento y muerte de universos. Es uno de los tipos de multiverso propuestos por Brian R. Greene.
Hay un modelo de multiverso cíclico basado en la Teoría de cuerdas, y más concretamente en la Teoría M y la Cosmología de branas. La idea central es que nuestro universo está limitada a una brana de 3 dimensiones dentro de un espacio de dimensionalidad superior llamado "bulk" en inglés, o "mole" o "bulto" en español. Las dimensiones adicionales, compactas, están enrolladas en un espacio de Calabi-Yau. Puede haber otras branas que pueden estar moviéndose a través del bulk. Interacciones con el bulk, y posiblemente con otras branas, pueden influenciar nuestro Universo brana. Si dos de estas branas chocan cíclicamente, pueden provocar un big bang cada vez que las condiciones son apropiadas. Cuando un universo se diluye, vuelven a chocar y a comenzar el ciclo.